# Kłopoty z dziewczynami
Kłopoty z dziewczynami (ang. The Trouble with Girls) – komedia z 1969 roku z Elvisem Presleyem w roli głównej. Jest to trzydziesty film jego w karierze i jedyny, w którym pojawia się on na ekranie przez mniej niż połowę filmu.

## Obsada
- Elvis Presley jako Walter Hale
- Marlyn Mason jako Charlene
- Nicole Jaffe jako Betty Smith
- Sheree North jako Nita Bix
- Edward Andrews jako Johnny
- John Carradine jako pan Drewcolt
- Vincent Price jako pan Morality
- Dabney Coleman jako Harrison Wilby
- Anissa Jones jako Carol Bix

## Fabuła
Rok 1927. Do miasta Radford Center w stanie Iowa przyjeżdża grupa artystyczna chautauqua, której nowym kierownikiem został właśnie Walter Hale. Bardzo podoba się on jednej z artystek, Charlene, która pomimo ich częstych kłótni próbuje stworzyć z nim związek. Charlene angażuje do prowadzenia przedstawienia jedno z miejscowych dzieci, Carol Bix, której matka Nita pracuje u niecnego aptekarza Wilby’ego. Miejscowi dygnitarze nie są zadowoleni z tej decyzji, ponieważ oczekiwali, że to któreś z ich dzieci zostanie wybrane. Niedługo potem, w jeziorze zostaje znalezione ciało Wilby’ego. Głównym podejrzanym staje się hazardzista Clarence. Walter uświadamia sobie, że to Nita go zabiła, gdyż zmuszał ją do romansu. Przekonuje ją więc, by przyznała się do tego publicznie w czasie przedstawienia. Dzięki temu Clarence zostaje oczyszczony z zarzutów, a Nita uznana za ofiarę aptekarza i uniewinniona. Dostaje też od Waltera pieniądze, które pozwolą jej i Carol spełnić marzenia o wyjeździe i rozpoczęciu nowego życia. Charlene jest oburzona na Waltera za wykorzystanie zabójstwa dla finansowych korzyści i grozi rezygnacją. Jednak jego zapewnienia o uczciwości i działaniu w dobrej wierze ją przekonują i postanawia wrócić do grupy.

## Produkcja
Film oparty jest na noweli Chautauqua, której autorami są Day Keene i Dwight Vincent. Opowiadanie przeszło długą drogę nim zostało zekranizowane. Pomysłu na film pojawił się już na początku lat 60., jednak przez długi czas nie mógł dojść do skutku. W grudniu 1960 r. Glenn Ford został wybrany na odtwórcę głównej roli. W lutym 1961 r. do obsady dołączył Elvis. Ciągle jednak zmieniali się scenarzyści, co spowodowało, że w lipcu 1961 r. Glenn Ford odszedł, a Elvis dostał główną rolę. Produkcja coraz bardziej się przeciągała, więc w sierpniu 1964 r. Elvis z niej zrezygnował, a jego miejsce zajął Dick Van Dyke. Kiedy znów zaczęli się zmieniać scenarzyści wytwórnia MGM sprzedała prawa do ekranizacji Columbii Pictures. W kwietniu 1968 r. MGM odkupiło prawa do filmu i w roli głównej znów obsadziło Elvisa. W końcu po niemal ośmiu latach, w październiku 1968 r. ruszyły zdjęcia, które trwały do 18 grudnia. „Pułkownik” Tom Parker, menedżer Presleya, początkowo chciał w głównej roli żeńskiej obsadzić aktorkę Jean Hale, ale reżyser Peter Tewksbury nalegał, by była to Marlyn Mason.
Zdjęcia kręcono w studiach MGM. Chautauqua był roboczym tytułem filmu, który później zmieniono na Kłopoty z dziewczynami, gdyż producenci uznali, że widzowie mogą nie zrozumieć oryginalnej nazwy. Wcześniej, gdy prawa do niego posiadała Columbia Pictures nazywał się Big America.

## Ścieżka dźwiękowa
Piosenki ze ścieżki dźwiękowej zostały nagrane w październiku 1968 r. w United Recorders w Los Angeles. Tylko jedno z nagrań, Clean Up Your Own Backyard ukazało się razem z filmem. Wydano je w 1969 r. jako singiel wraz z utworem The Fair Is Moving On. Piosenka "Almost" ukazała się nieco później, na kompilacyjnym albumie Let's Be Friends, pozostałe utwory zostały wypuszczone dopiero po śmierci Elvisa. Gospelowe Swing Down Sweet Chariot jest ponowną wersją piosenki Presleya, poprzednio nagranej w 1960 r. do albumu, His Hand in Mine. Jej tytuł jest bardzo podobny do Swing Low, Sweet Chariot, jednak są dwie zupełnie różne piosenki.
Piosenka Clean Up Your Own Backyard jest szczególna, gdyż użyto w niej anachronicznych słów, które nie pasują do czasów, w których toczy się akcja filmu.
Lista piosenek:
1. Almost
2. Clean Up Your Own Back Yard
3. Swing Down Sweet Chariot
4. Signs of the Zodiac
5. Violet